# Uvaria tanzaniae
Uvaria tanzaniae är en kirimojaväxtart som beskrevs av Bernard Verdcourt. Uvaria tanzaniae ingår i släktet Uvaria och familjen kirimojaväxter. IUCN kategoriserar arten globalt som sårbar. Inga underarter finns listade i Catalogue of Life.